# مارتن بنسن
مارتن بنسن (بالإنجليزية: Martin Benson)‏ ممثل بريطاني، شارك طوال مسيرته السينمائية ببطولة الكثير من الأفلام البريطانية والهوليودية من أشهرها فيلم طلقة في الظلام وجيمس بوند وسفر الخروج وفيلم الرسالة.

## سيرته
ولد في لندن لوالدين يهوديين، والتحق بمدرسة توتنهام، وخدم في المدفعية الملكية البريطانية خلال الحرب العالمية الثانية. قبل ان يشارك في ادوار ثانوية في هوليوود وفي السينما البريطانية، منها فيلم جيمس بوند وفيلم الملك وانا وفيلم طلقة في الظلام، إضافة إلى عمله في التلفزيون في العديد من المسلسلات كمسلسل سيف الحرية ومسلسل حوادث 
توفي بنسن في لندن، في 28 فبراير 2010، عن عمر ناهز ال 92 عاماً.

## أعماله السينمائية
- شخص مشبوه [3]
- طلقة في الظلام
- خمس ساعات ذهبية
- سفر الخروج
- رماد انجيلا
- كلمنجارو
- الأصبع الذهبي - سلسلة جيمس بوند

## روابط خارجية
- مارتن بنسن على موقع IMDb (الإنجليزية)
- مارتن بنسن على موقع ألو سيني (الفرنسية)
- مارتن بنسن على موقع أول موفي (الإنجليزية)
- مارتن بنسن على موقع قاعدة بيانات الأفلام السويدية (السويدية)
- مارتن بنسن على موقع قاعدة بيانات الفيلم (الإنجليزية)
- مارتن بنسن على موقع كينوبويسك (الروسية)